# Усадьба (Онайда)

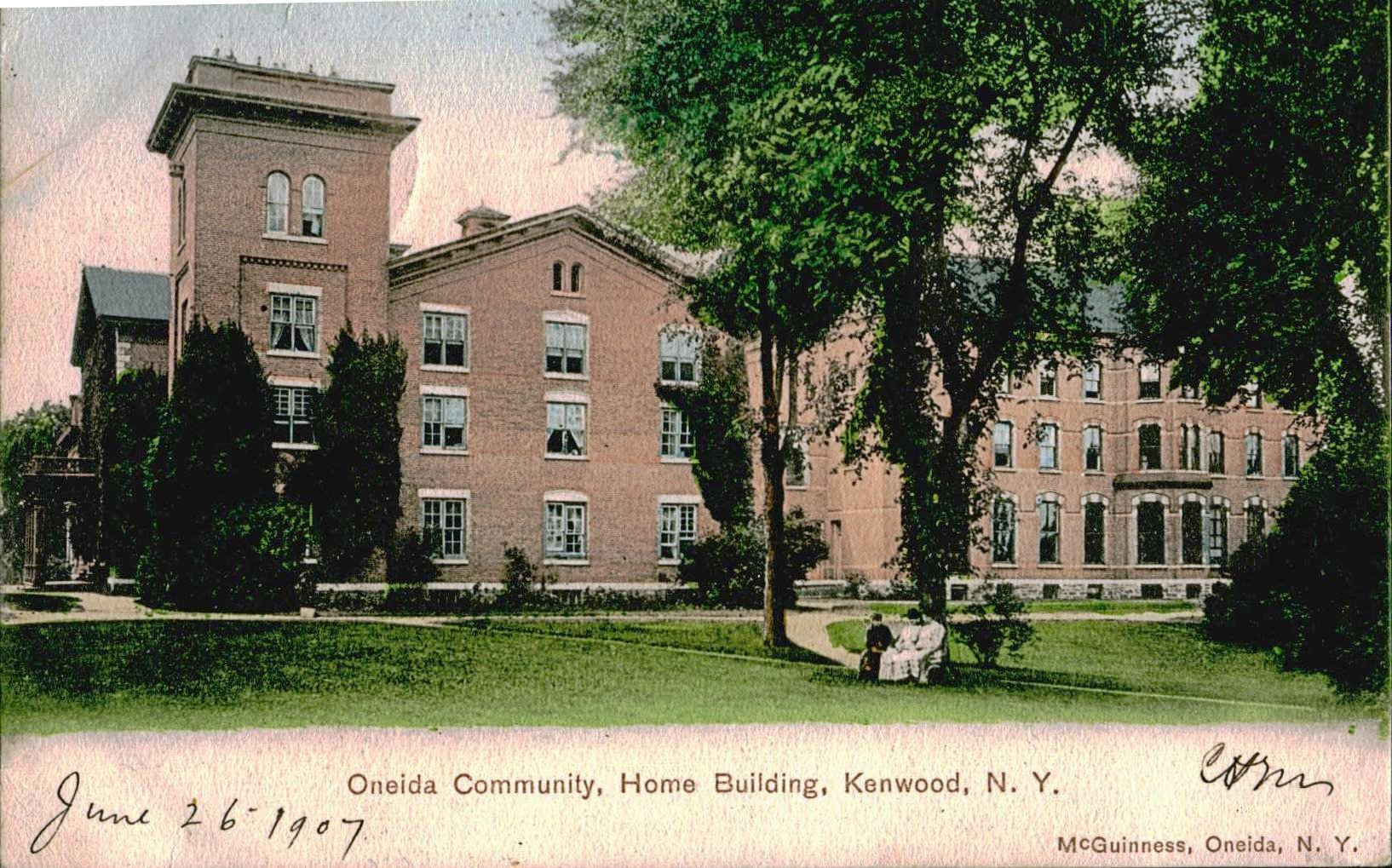
Усадьба Онайды в 1907 году

«Усадьба» коммуны Онайда (англ. The Oneida Community Mansion House) — историческое здание в городе Онайда (англ. Oneida) (штат Нью-Йорк, США), в котором ранее находилась религиозная коммуна Онайда, основанная и возглавляемая Джоном Хамфри Нойесом. Нойес с группой последователей переселился сюда из города Патни (англ. Putney) штата Вермонт в 1848 году. Коммунары жили в этом здании вплоть до 1880 года, когда коммуна была расформирована и преобразована в акционерное общество.
Но это здание не пустовало от постройки в 1862 году и до сегодняшнего дня. Ныне в нём располагаются жилые квартиры, гостевые комнаты и музей.

## История
Коммуна Онайда в 1860-х годах владела земельным участком площадью в 160 акров; сейчас участок сократился до 33 акров, на которых расположено это здание и прилегающие объекты.

## Новая усадьба
В 1861 году увеличившаяся в численности коммуна Онайда приступила к строительству более просторного кирпичного здания. Его архитектором был тот же Эрастус Хамильтон, который проектировал и первую усадьбу. В 1862 году была построена Кирпичная усадьба (англ. Brick Mansion House) — трёхэтажное здание размером 45 на 60 футов (13,7 × 18,3 м). В последующие годы к нему добавились пристройки: в 1869 году появилось Южное крыло (англ. South Wing), а в 1877—1878 годах по проекту Льюиса В. Лидса (Lewis W. Leeds) строилась ещё одна жилая пристройка, чтобы разместить всех членов коммуны, количество которых в то время составляло около 300 человек.
Все эти здания специально проектировались и строились для того, чтобы люди в них жили коммуной; в их архитектуре отражены общие ценности Онайды. Проект Кирпичной усадьбы 1862 года обсуждался на вечерних собраниях, где коммунары неожиданно решили строить свой новый дом в стиле итальянской виллы. На первом этаже располагались офис, библиотека, приёмная комната и спальня для гостей. Для каждого коммунара предназначалась небольшая, вроде кельи, но отдельная спальня. Множество таких спален располагалось вокруг комнаты для собраний (англ. sitting room) и имело выходы в эту общую комнату; такие комплексы комнат были на первом, втором и третьем этаже. На северо-восточном углу здания располагалась пятиэтажная башня, имеющая отдельный вход и отдельную лестницу (это тоже влияние итальянского архитектурного стиля).
Общие помещения играли большую роль в жизни такой тесной общины, как коммуна Онайда. Достопримечательность Кирпичной усадьбы — Семейный зал (англ. Family Hall), занимающий два этажа и способный вместить несколько сотен людей. Коммуна собиралась там каждый день в полном составе.
Меньшие по размерам комнаты для собраний также были важны: в них занимались чтением книг, некоторыми работами и просто общались. «Циркуляр» описывал такую комнату на втором этаже как самое уютное место во всём доме. Над этой комнатой, уже на третьем этаже, расположена галерея, из которой можно обозревать всю комнату. Внутри коммуны не было частной собственности, каждый коммунар использовал немного простых личных вещей, индивидуальные спальни были самыми малогабаритными помещениями в этом здании — они были почти как монашеские кельи. Но и эти спальни не закреплялись за людьми постоянно, а периодически менялись, чтобы у члена коммуны не возникало привязанности к определённой комнате. Однако спальни-кельи всё же давали небольшое приватное пространство людям, живущим в коммунальном сообществе. Они были важны и для обеспечения регулируемого группового брака, который практиковался в коммуне Онайда: помогали избежать нежелательных половых контактов и соблазнов.

### Большой зал

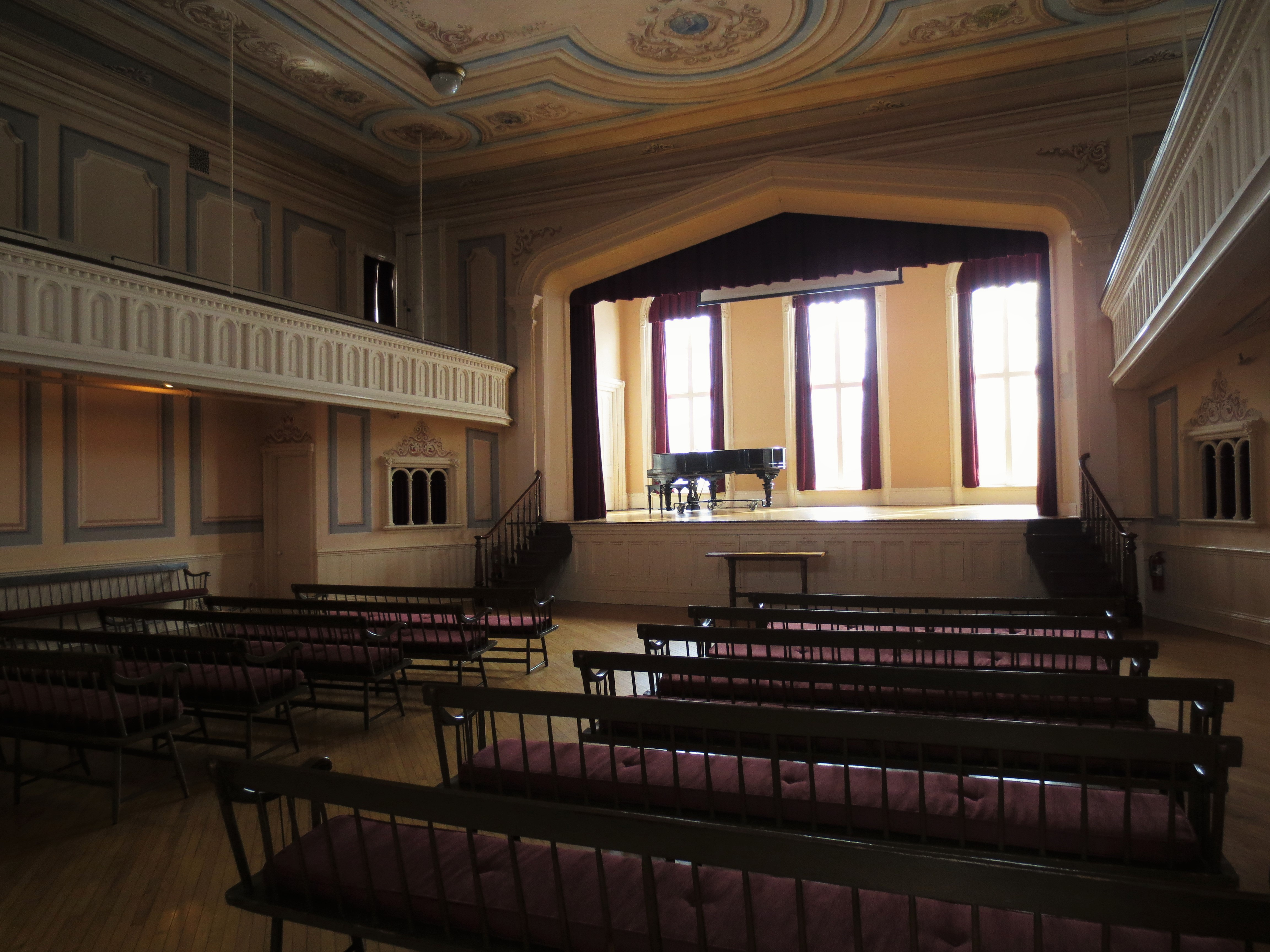
Большой зал Усадьбы

Двухуровневый Большой, или Семейный зал (англ. Big Hall / Family Hall), расписанный в стиле «тромплёй», был центром общественной жизни коммуны. На главном уровне (в партере) располагались длинные передвижные скамьи виндзорского стиля, а на балконах были прикреплённые к полу сидения, на которых могло разместиться ещё двести человек. У восточной стены зала находилась наклонная сцена для проведения самодеятельных спектаклей и других выступлений. Каждый день в восемь часов вечера коммунары собирались в Большом зале, чтобы слушать указания Нойеса и рассказы других, решать вопросы общественной жизни коммуны и подвергать друг друга общественной критике за различные грехи и недостатки.

### Южное крыло
Южное крыло было построено в 1869 году специально для детей, поэтому его также называли «Детским крылом». Эта пристройка оформлена в стиле «Вторая империя». Здесь проводился известный евгенический эксперимент, для обозначения которого Джон Нойес ввёл термин «стирпикультура» (англ. stirpiculture).
С основания коммуны Онайда и до начала этого эксперимента в коммуне проводился целенаправленный контроль рождаемости, который оказался достаточно эффективным, чтобы поддерживать рождаемость на низком уровне и не усугублять неоднократно возникавшую проблему перенаселённости и нехватки жилых помещений. Но в конце 1860-х годов Нойес и другие коммунары решили осуществлять не только контроль рождаемости, но и целенаправленную селекцию людей. Они утверждали, что приверженность к религии передаётся по наследству, и что с помощью тщательной селекции можно вывести породу особо духовных людей. Детей, рождённых в ходе этого эксперимента, в коммуне называли «стирпикультистами» (stirpicults)

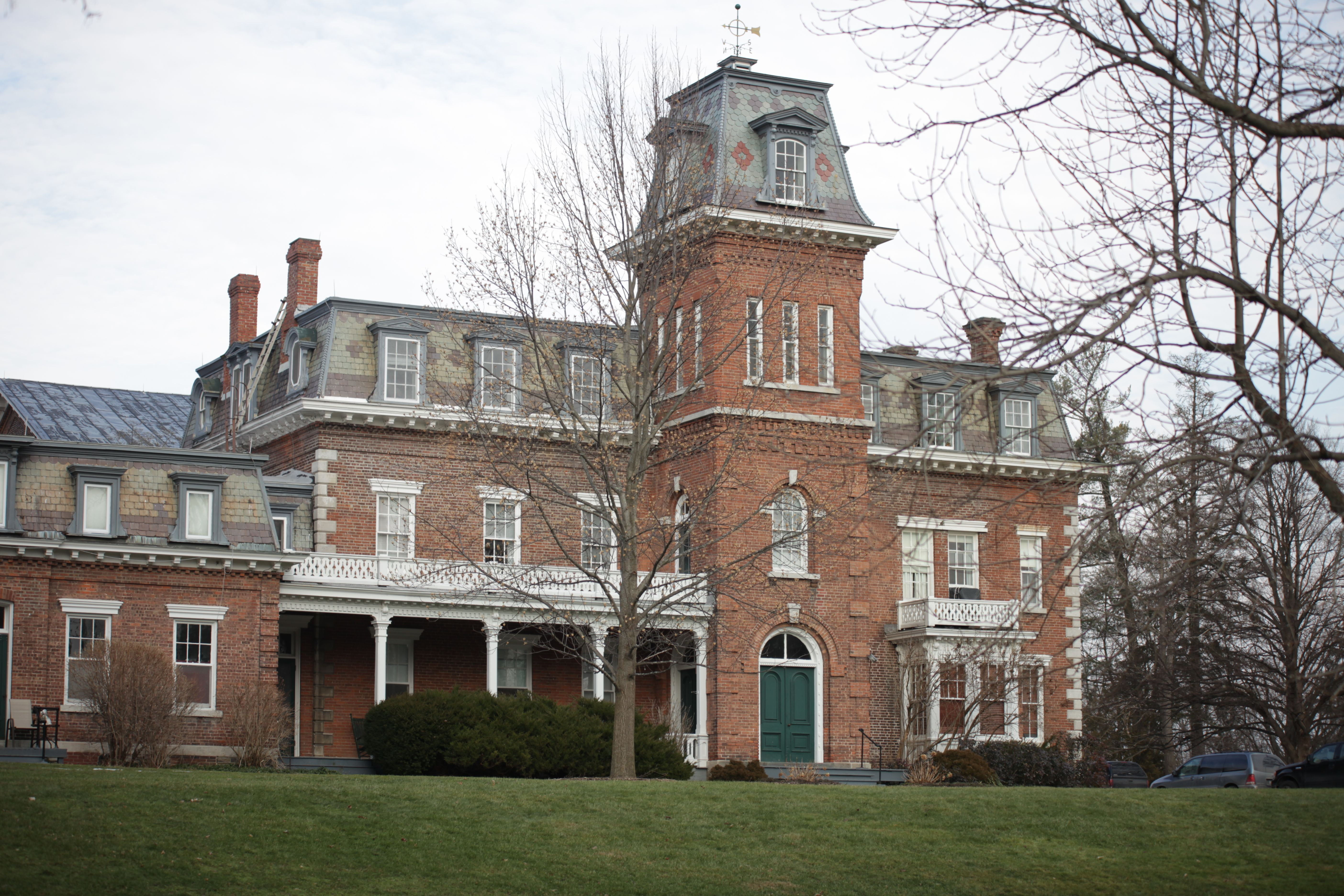
Южное крыло Усадьбы (2012 г.)

В основном, дети оставались с матерями в первые девять месяцев жизни, а затем помещались в Южное крыло, где за ними присматривали начальники «Детского департамента» (англ. Children's Department) коммуны и учителя. В Южном крыле детей расселяли по возрастам. Младшие жили в «Рисовальной комнате» (Drawing Room), средние — в «Восточной комнате» (East Room), а старшие — в «Южной комнате» (South Room). Коммуна, как могла, заботилась о развитии этих детей: у них было много кубиков, стеклянных роликов, других развивающих игрушек, самодельных книжек с картинками; учителя и воспитатели обучали их различным предметам.
Однако никаких «высокодуховных» людей из этих детей не получилось. Как вспоминал один из тех «стирпикультистов», «эти дети ничем особенным не отличались от других детей того же возраста … женщина, которая смотрела за нами, большую часть времени занималась тем, что решала, какую игрушку кому дать».

## После коммуны
Под влиянием внутренним разногласий и внешнего противодействия, утопическая коммуна Онайда в 1880 году голосованием приняла решение о самороспуске и преобразовании в акционерное общество, первоначально названное Oneida Community, Ltd. К этому коммерческому предприятию перешли все производственные мощности бывшей коммуны, и оно продолжало выпускать консервированные фрукты, капканы и охотничьи ловушки, столовые приборы. Потом акционерное общество было переименовано в Oneida Limited и было одним из крупнейших производителей столовых приборов в XX веке.
Многие бывшие коммунары и их дети продолжали жить в Усадьбе Онайды. Они частично перестроили это здание; вместо маленьких индивидуальных спален-келий были сделаны небольшие квартиры-«студии», а образ жизни жильцов Усадьбы стал менее коммунальным и более индивидуальным.
В 1978 право собственности на это здание перешло от коммерческой фирмы Oneida Limited к некоммерческой организации Oneida Community Mansion House.

## Внешние ссылки
- Oneida Community Mansion House (англ.) — официальный сайт музея.